# Edward Jackett
Edward John Jackett (ur. 4 lipca 1878 w Falmouth, zm. 11 listopada 1935 w Middlesbrough) – angielski rugbysta grający na pozycji obrońcy, olimpijczyk, zdobywca srebrnego medalu w turnieju rugby union na Letnich Igrzyskach Olimpijskich w 1908 roku w Londynie.
Brat Richarda Jacketta.

## Kariera sportowa
W trakcie kariery sportowej związany był z klubem Falmouth RFC, a także został wybrany do drużyny hrabstwa, w której rozegrał pięćdziesiąt spotkań. Występował również w zespole Leicester.

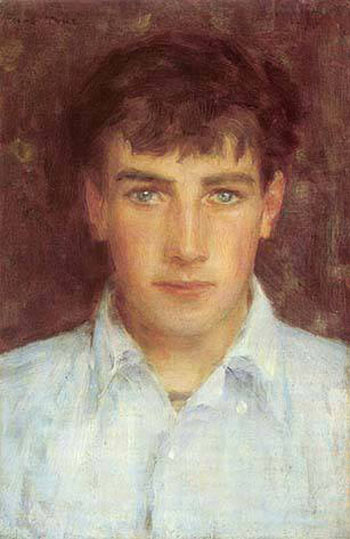
Portret Jacketta pędzla Henry’ego Scotta Tuke’a

W 1908 roku z zespołem Kornwalii – ówczesnym mistrzem angielskich hrabstw wytypowanym przez Rugby Football Union na przedstawiciela Wielkiej Brytanii – zagrał w turnieju rugby union na Letnich Igrzyskach Olimpijskich 1908. W rozegranym 26 października 1908 roku na White City Stadium spotkaniu Brytyjczycy ulegli Australijczykom 3–32. Jako że był to jedyny mecz rozegrany podczas tych zawodów, oznaczało to zdobycie przez Brytyjczyków srebrnego medalu.
Był jednym z trzech zawodników tej drużyny, który wcześniej uczestniczył w rozgrywkach międzynarodowych. W reprezentacji Anglii w latach 1905–1909 rozegrał trzynaście spotkań zdobywając cztery punkty.
Z drużyną British and Irish Lions wziął także udział w tournée do Nowej Zelandii i Australii w 1908 roku. Wystąpił wówczas w szesnastu meczach, w tym trzech testmeczach przeciw All Blacks.